# Car courant d’air

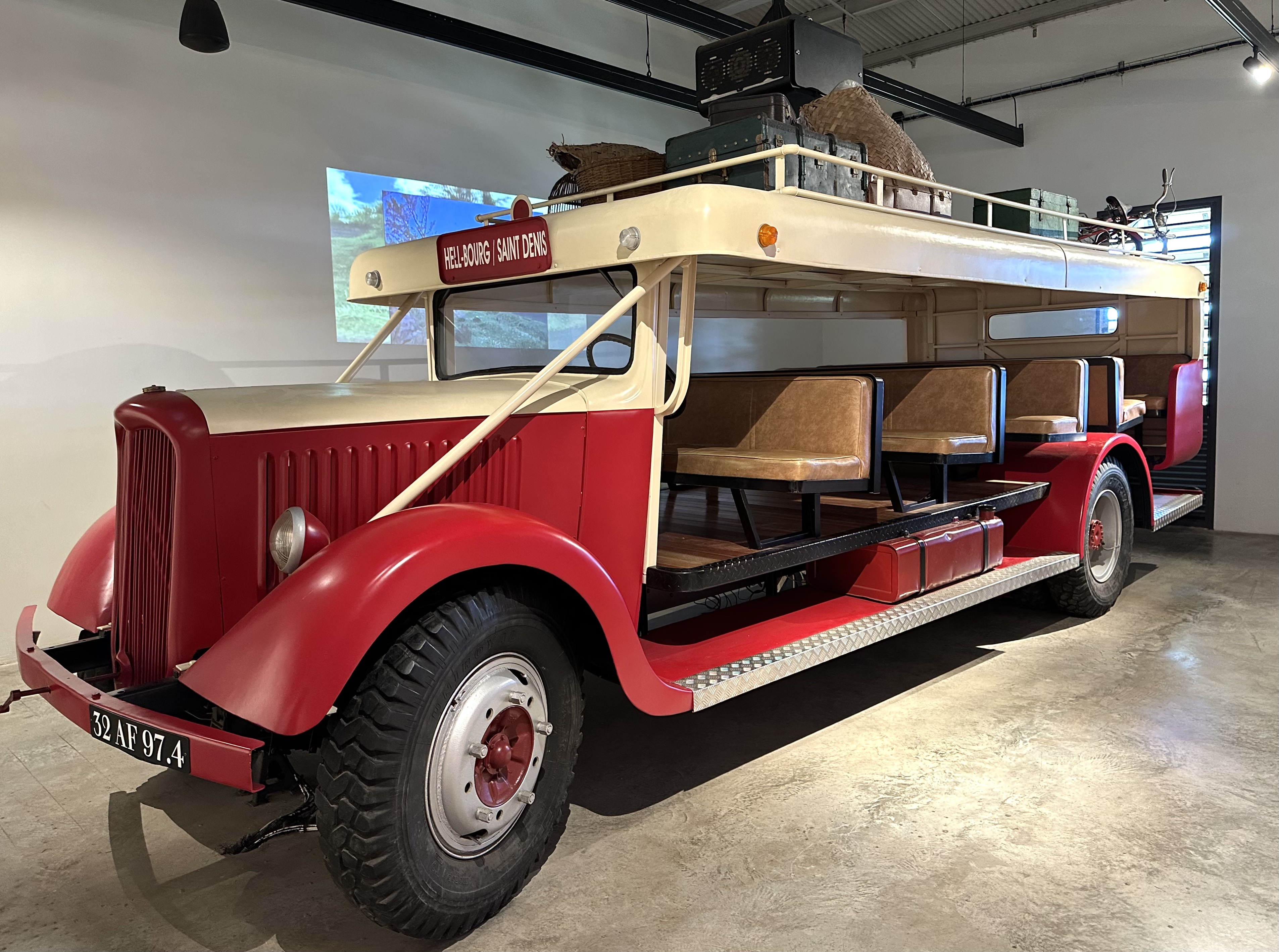
Bus im Museum, 2024

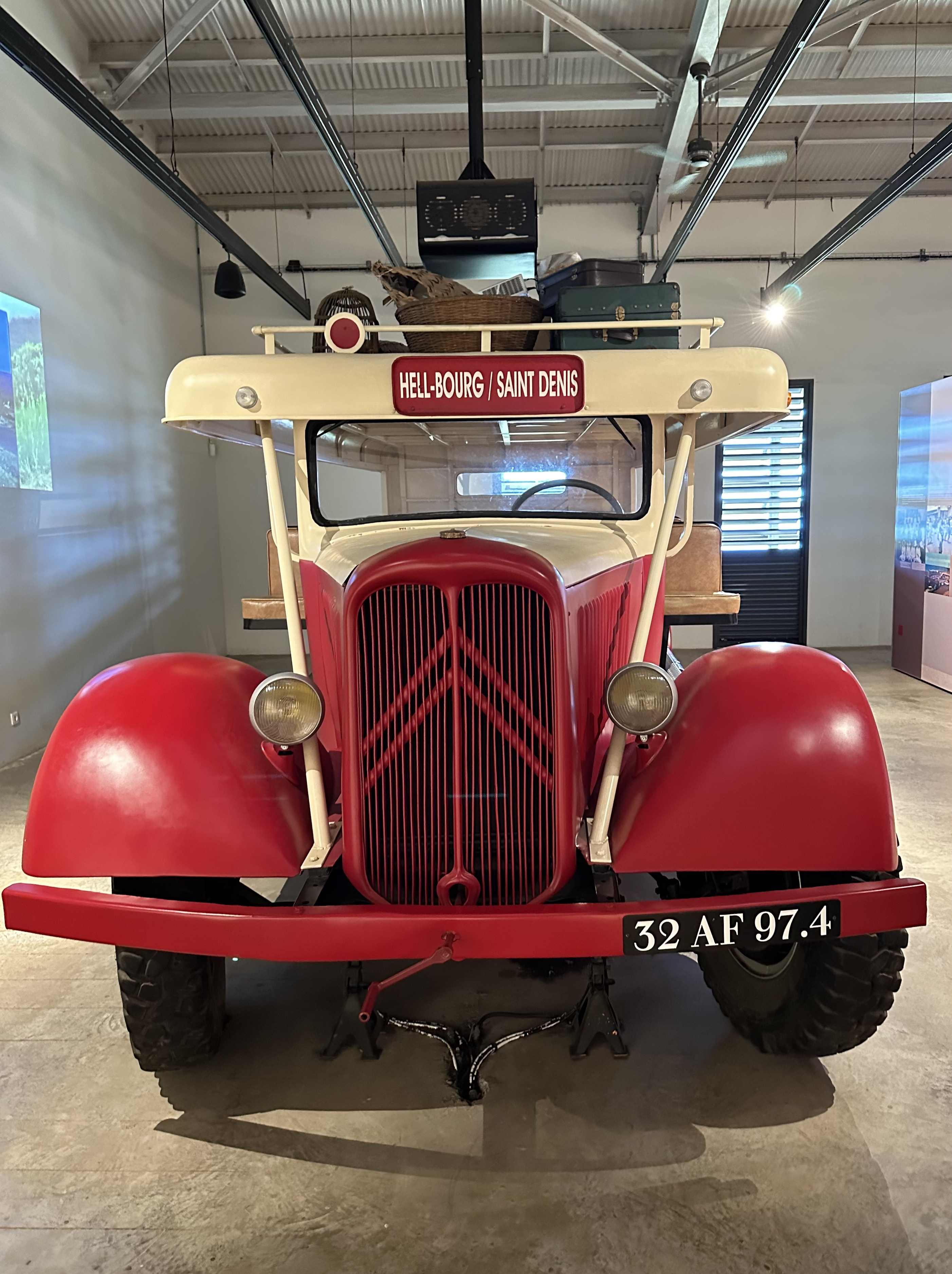
Frontansicht, Fahrtanzeige weist die Route Hell-Bourg-Saint-Denis aus.

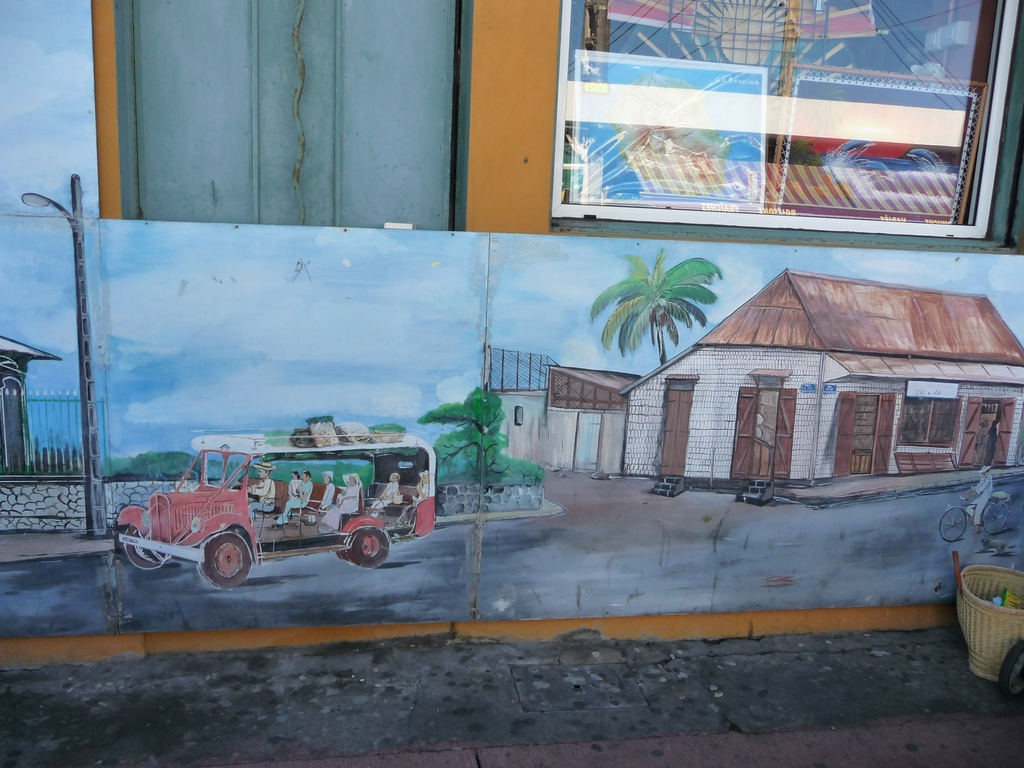
Wandbild mit einem Car courant d’air in Saint-Pierre im Jahr 2009

Car courant d’air ist ein historischer Omnibustyp, der auf der im Indischen Ozean gelegenen französischen Insel Réunion im öffentlichen Personenverkehr eingesetzt wurde. Ein erhaltenes Fahrzeug gilt als Teil des kulturellen Erbes.

## Ausstattung und Geschichte
Ab 1920 wurde auf der Insel Réunion ein Bussystem eingerichtet, mit dem auch die hoch im Inneren gelegenen Regionen der Insel, die nur über sehr kurvenreiche enge Straßen zugänglich sind, erreicht wurden. Das bereits zuvor an der Küste bestehende Eisenbahnsystem Réunions wurde nach und nach eingestellt.
Für die Busse wurden Fahrgestelle nach Réunion importiert und dann vor Ort so umgebaut, dass sie an das tropische Klima der Insel angepasst waren. Zunächst kamen Chassis von Studebaker, dann vom Citroën T23 und T45 und schließlich von Berliet zum Einsatz. Die umgebauten Busse hatten dann ein gewölbtes Dach, verfügten jedoch über keine Seitenwände, um so eine bessere Belüftung des Fahrgastraumes zu ermöglichen. Es wurde ein Holzboden verlegt und Sitzbänke installiert. Die Busse hatten ausklappbare Planen, die die Insassen bei Regen schützten. Auf der linken Seite bestand zum Teil vor dem Fahrgastbereich eine Stange, die das Aussteigen von Fahrgästen auf der Straßenseite verhindern sollte. Die französischsprachige Bezeichnung Car courant d’air bedeutet im deutschen in etwa Freiluftbus, womit auf die Konstruktion der Karosserie Bezug genommen wird.
Erste Modelle hatten zwölf, spätere 25 bis 40 Plätze, wobei darüber hinaus aber auch die Trittbretter und das Dach genutzt wurden. Die Busse erreichten Geschwindigkeiten von bis zu 100 km/h. Als Treibstoff wurde ein im Zweiten Weltkrieg entwickeltes spezielles Gemisch aus 90 %, aus Zuckerrohr gewonnenem Alkohol und 10 % Benzin genutzt.
Für die Entwicklung der Busse werden unterschiedliche Namen genannt, so Hadjee Amode und Sulliman Patel, aber auch Emile Carpin Marimoutou und Salomon Carpaye oder M. Moolan de Salazie. Die Busse wurden von unterschiedlichen Verkehrsunternehmen betrieben. Der Zustieg zu den Bussen konnte unterwegs auch ohne spezielle Haltestellen erfolgen, der Preis wurde während der Fahrt ohne Tickets entrichtet.
Die Busse waren auf Réunion sehr beliebt. In den 1970er Jahren wurden sie jedoch aufgrund verschärfter Sicherheitsstandards außer Dienst gestellt. Außerdem hatte der private PKW-Verkehr stark zu genommen.
Ein erhaltener Bus mit Baujahr 1950 befindet sich als Ausstellungsstück im Museum Stella Matutina.